# Ferrari 166 Inter
De Ferrari 166 Inter was de eerste GT gemaakt door de Italiaanse fabrikant Ferrari. De auto was sterk gebaseerd op de 166 S- en 125 S-raceauto's.
De 166 Inter was te zien tijdens de Mondial de l'Automobile op 6 oktober 1949. Het was de eerste Ferrari werd die verkocht werd voor gebruik op de openbare weg.